# Т-15 (проект)
Т-15 — проект оборонной промышленности Союза ССР с 1949 по 1954 год по созданию гигантской торпеды, несущей термоядерный заряд к берегам США.
Технические параметры:
- Длина торпеды — 23,55 м
- Диаметр торпеды — 1,55 м
- Масса торпеды — 40 тонн
- Заряд — термоядерный

Для этой торпеды разрабатывалась АПЛ проекта 627. Проект торпеды был закрыт после экспертизы проекта специалистами ВМФ.

## История
Проект Т-15 разрабатывался по инициативе В. И. Алфёрова (Минсредмаш СССР).
Предэскизная разработка велась в 1949—1953 годах. В то время подводные силы ВМФ ВС СССР не располагали возможностью нести баллистические ракеты, поэтому торпеды считались перспективным носителем ядерного оружия.
В качестве носителя торпеды Т-15 была начата разработка первой советской подводной лодки с ядерной энергетической установкой (атомная подводная лодка, АПЛ) — проект 627. Проектные проработки АПЛ вела группа под руководством Владимира Николаевича Перегудова. К марту 1953 года был завершён эскизный проект, к июлю 1954 года закончен технический проект АПЛ.
Разработка торпеды Т-15 велась в НИИ-400 Минсудпрома под руководством главного конструктора Н. Н. Шамарина. Из соображений секретности торпеда Т-15 сначала разрабатывалась без участия Военно-морского флота. Об этом типе торпеды во флоте стало известно только в декабре 1953 года после утверждения тактико-технических данных эскизного проекта 627. В конце 1953 года 6-й отдел ВМФ выдал промышленности техническое задание на другую торпеду — Т-5 с ядерным зарядом, так для подлодки проекта 627 стали разрабатывать две торпеды.
Проект торпеды Т-15 был с электрическим двигателем на аккумуляторных батареях, которые давали дальность хода около 30 км, тогда как Т-5 — с парогазовым двигателем и большой дальностью хода.
Боевая часть торпеды разрабатывалась в КБ-11 Минсредмаша СССР под руководством главного конструктора Ю. Б. Харитона.
В июле 1954 года технический проект АПЛ был передан в ВМФ для проведения экспертизы. Группа под руководством контр-адмирала А. Е. Орла в экспертном заключении высоко оценила корабль и изложила замечания:
- проблематичность его эффективного использования как носителя термоядерной торпеды, для пуска которой нужно было подойти в зону плотной прибрежной защиты (40 км от цели), всплыть, сориентироваться и затем выполнить пуск, неизбежно подвергнувшись нападению противника;
- недостаточная величина скорости полного хода — 24 узла;
- недостаточный состав оружия самообороны — 2 торпедных аппарата калибра 533 мм.

После переработки проекта АПЛ торпеда Т-15 была исключена из него.

## Более поздние идеи
В своих мемуарах академик Сахаров писал о собственной идее ядерной торпеды, возникшей существенно позднее разработки Т-15, после успешных испытаний в 1961 году 50(100)-мегатонной авиабомбы АН602:

Я решил, что таким носителем может являться большая торпеда, запускаемая с подводной лодки. Я фантазировал, что можно разработать для такой торпеды прямоточный водо-паровой атомный реактивный двигатель. Целью атаки с расстояния несколько сот километров должны стать порты противника. <…> Корпус такой торпеды может быть сделан очень прочным, ей не страшны мины и сети заграждения. Конечно, разрушение портов — как надводным взрывом «выскочившей» из воды торпеды со 100-мегатонным зарядом, так и подводным взрывом — неизбежно сопряжено с очень большими человеческими жертвами. Одним из первых, с кем я обсуждал этот проект, был контр-адмирал Фомин… Он был шокирован «людоедским характером» проекта и заметил в разговоре со мной, что военные моряки привыкли бороться с вооружённым противником в открытом бою и что для него отвратительна сама мысль о таком массовом убийстве. Я устыдился и больше никогда ни с кем не обсуждал этого проекта.
— А. Сахаров «Космический мир»: ЦАРЬ-ТОРПЕДА
Идея вызвать искусственное цунами мощным (до 100 мегатонн т. э.) взрывом у берега США принадлежит академику Лаврентьеву. В 1962 году он написал докладную записку Хрущёву, по инициативе которого для проверки эффектов мощного прибрежного подводного взрыва в ЦНИИ-12 Министерства обороны были проведены эксперименты. Их результаты показали, что вне зависимости от мощности подводного взрыва реальный ущерб мог бы быть нанесён прибрежным объектам США на расстоянии 2, максимум 5 км от уреза воды.

## Похожий проект «Статус-6»
11 ноября 2015 года был продемонстрирован проект ядерной торпеды «Статус-6» с дальностью хода 10 000 км, глубиной хода 1000 метров и калибром 1,6 метра, близкого к Т-15.